# Barkkrämskinn
Barkkrämskinn (Hypochnicium multiforme) är en svampart som först beskrevs av Berk. & Broome, och fick sitt nu gällande namn av Hjortstam 1998. Hypochnicium multiforme ingår i släktet Hypochnicium och familjen Meruliaceae.   Inga underarter finns listade i Catalogue of Life.
I den svenska databasen Dyntaxa används istället namnet Hypochnicium karstenii för samma taxon.  Arten är reproducerande i Sverige.